# Chiến dịch chống Đổng Trác
Chiến dịch chống Đổng Trác (chữ Hán: 董卓討伐戰 Đổng Trác thảo phạt chiến) là chiến dịch quân sự của các lực lượng quân phiệt do Viên Thiệu đứng đầu chống lại quyền thần Đổng Trác cuối thời Đông Hán trong lịch sử Trung Quốc.

## Hoàn cảnh và nguyên nhân
Mâu thuẫn giữa ngoại thích và hoạn quan trong triều đình Đông Hán đã tồn tại từ lâu. Đến thời Hán Linh Đế, tập đoàn ngoại thích do đại tướng quân Hà Tiến đứng đầu với tập đoàn hoạn quan do Trương Nhượng đứng đầu càng gay gắt. Tháng 4 năm 189, Hán Linh Đế mất, con nhỏ là Hán Thiếu Đế lên nối ngôi. Hà thái hậu chấp chính, anh thái hậu là đại tướng quân Hà Tiến làm phụ chính.
Hà Tiến muốn nhân danh Hà thái hậu bãi chức tất cả các hoạn quan, nhưng trước đây Hà thái hậu từng mang ơn các hoạn quan (nhờ thập thường thị can Hán Linh Đế nên không bị truất ngôi hoàng hậu) nên không đồng tình. Hà Tiến bèn nghĩ ra một biện pháp khác, sai người ra nói với tướng Đổng Trác đang đóng quân ở quận Hà Đông và thứ sử Tinh châu là Đinh Nguyên hãy mang quân vào Lạc Dương "giả làm phản đòi dẹp hoạn quan", với mục đích là dọa Hà thái hậu phải bằng lòng bãi chức các hoạn quan.
Đổng Trác nhận lệnh, khởi binh chưa kịp tới vào Lạc Dương thì Hà Tiến đã bị các hoạn quan giết trong cung. Thủ hạ của Hà Tiến là Viên Thiệu mang quân vào cung đánh giết hoạn quan. Kinh thành náo loạn, Hán Thiếu Đế và em là Lưu Hiệp chạy ra ngoài, ẩn trong nhà dân ở Bắc Mang. Đổng Trác trên đường đến Lạc Dương, nghe tin anh em vua Thiếu Đế ở Bắc Mang bèn đích thân đi đón, hộ tống về kinh.
Đồng Trác nắm lấy thuộc hạ của Hà Tiến, dùng vũ lực thao túng triều đình. Tháng 9 năm 189, Đổng Trác tỏ ý định phế bỏ Hán Thiếu Đế, lập em là Trần Lưu vương Lưu Hiệp lên làm vua. Ông mang việc phế lập ra bàn với Viên Thiệu tại nhà. Viên Thiệu là người cùng phe Hà Tiến – anh Hà thái hậu, mẹ của Thiếu Đế, vì vậy không đồng ý phế lập. Đổng Trác tỏ ý giận dữ vì sự chống đối của Viên Thiệu. Hai bên chưa ra mặt đánh nhau. Đổng Trác ngại vì mình mới vào kinh và nhà họ Viên có gia thế mạnh nhiều đời nên chưa hành động; còn Viên Thiệu cũng lo lắng vội đi khỏi phủ Đổng Trác rồi bỏ kinh thành trốn lên Ký châu thuộc Hà Bắc.
Việc lộng hành của Đổng Trác còn gặp phải sự chống đối của Thứ sử Tinh châu là Đinh Nguyên - viên tướng cũng vào Lạc Dương trước đó theo lệnh của Hà Tiến. Đổng Trác mang quân giao tranh và giết chết Đinh Nguyên.
Đổng Trác nhân danh vua Hán bổ nhiệm Viên Thiệu làm Thái thú Bột Hải, tước Khang hương hầu để lung lạc họ Viên. Đồng thời, Đổng Trác vẫn phế Hán Thiếu Đế làm Hoằng Nông vương, lập Lưu Hiệp lên ngôi, tức là Hán Hiến Đế. Ít lâu sau, Đổng Trác giết vua Thiếu Đế bị phế và Hà thái hậu, ép Hán Hiến Đế phong mình làm tướng quốc, ngôi vị trên cả Tam công, lại ra tay cướp bóc, sát hại nhiều dân thường.
Những việc làm của Đổng Trác khiến nhiều người bất bình. Nhân danh cứu nhà Hán, các trấn chư hầu họp nhau nổi dậy chống lại Đổng Trác.

## Diễn biến

### Hội minh ở Toan Cức
Tuy đã nhận được chức Thái thú Bột Hải nhưng Viên Thiệu vẫn không bằng lòng, muốn khởi binh chống Đổng Trác. Châu mục Ký châu là Hàn Phức vừa được Đổng Trác bổ nhiệm, thấy kẻ sĩ nhiều người hướng về họ Viên, sợ sẽ bất lợi cho địa vị của mình, bèn sai người ngăn chặn ngoài cửa nhà Viên Thiệu không cho phát binh.
Nhưng không chỉ có Viên Thiệu muốn chống Đổng Trác. Thái thú Đông quận (thuộc Duyện châu) là Kiều Mạo đã chủ mưu khởi xướng việc này. Để có lý do hiệu triệu các trấn chư hầu, Kiều Mạo giả nhân danh Tam công trong triều là Tư đồ Dương Bưu, Tư không Tuân Sảng và Thái úy Hoàng Uyển, phát hịch kể tội Đổng Trác, kêu gọi mọi người hãy cứu thiên tử Hán Hiến Đế. Lập tức có nhiều trấn chư hầu hưởng ứng. Trước khí thế chống Đổng Trác mạnh mẽ ở Ký châu, Hàn Phức buộc phải để Viên Thiệu xuất binh và mang quân cùng hưởng ứng.
Hàn Phức vì sợ Viên Thiệu mạnh hơn mình, thường cắt xén lương thảo cung cấp cho Viên Thiệu, muốn cho quân đội của Viên Thiệu ly tán. Nhưng các chư hầu vẫn tập hợp quanh ông để chống Đổng Trác.
Các lực lượng tham gia hội minh gồm có:
1. Viên Thiệu - Thái thú Bột Hải
2. Viên Thuật - Hậu tướng quân
3. Hàn Phức - Châu mục Ký châu
4. Khổng Độ - Thứ sử Dự châu
5. Lưu Đại - thứ sử Duyện châu
6. Vương Khuông - Thái thú Hà Nội
7. Trương Mạo - Thái thú Trần Lưu
8. Trương Siêu - Thái thú Quảng Lăng (em Trương Mạo)
9. Kiều Mạo - Thái thú Đông quận
10. Viên Di - Thái thú Sơn Dương (người cùng họ với Viên Thiệu)
11. Bào Tín - Tướng quốc Tế Bắc

Trong số này, Viên Thiệu, Hàn Phức, Viên Thuật, Lưu Đại và Khổng Độ là những người được chính Đổng Trác vừa nhân danh Hán Hiến Đế bổ nhiệm. Tào Tháo cũng tham gia hội minh, tập hợp được 5000 người ở dưới quyền Trương Mạo, được Viên Thiệu cử làm Phấn Vũ tướng quân.
Tam Quốc diễn nghĩa kể rằng có tới 17 trấn chư hầu tham gia hội minh, ngoài 11 người kể trên còn có Thái thú Tây Lương là Mã Đằng, Thái thú Bắc Bình là Công Tôn Toản (đi cùng là 3 anh em Lưu Bị, Quan Vũ, Trương Phi), Thứ sử Từ châu là Đào Khiêm, Thái thú Bắc Hải là Khổng Dung, Thái thú Thượng Đảng là Trương Dương, Thái thú Trường Sa là Tôn Kiên. Đó hoàn toàn là hư cấu, vì ngoài Tôn Kiên và Đào Khiêm không đến hội thì 4 người Mã Đằng, Công Tôn Toản, Trương Dương và Khổng Dung không tham gia vào liên minh.
Các chư hầu tập kết tại huyện Hoài, quận Hà Nội, huyện Dương Trạc quận Dĩnh Xuyên, huyện Toan Cức và phía bắc huyện Nghiệp. Họ nhất trí tôn Viên Thiệu làm minh chủ. Khi làm lễ ăn thề, viên công tào quận Quảng Lăng (dưới quyền Trương Siêu) là Tang Hồng được các chư hầu nhất trí cử ra bưng mâm sáp huyết và đọc lời minh thệ.
Đổng Trác căm thù Viên Thiệu, bèn bắt chú Viên Thiệu là Viên Ngỗi cùng toàn gia tộc họ Viên ở Lạc Dương mang giết hết.

### Chiến tích của Tôn Kiên

#### Giết Vương Duệ vàTrương Tú
Một chư hầu hưởng ứng đánh Đổng Trác nhưng không đến hội minh với Viên Thiệu ở Toan Cức là Tôn Kiên. Tôn Kiên là thái thú Trường Sa thuộc Kinh châu, dưới quyền thứ sử Vương Duệ. Vương Duệ có thù với thái thú Vũ Lăng (cũng thuộc Kinh châu) là Tào Dần. Khi nghe tin các chư hầu hiệu triệu đánh Đổng Trác, Vương Duệ nhân loạn lạc tuyên bố đánh Tào Dần trước rồi mới đánh Đổng Trác.
Tào Dần sợ hãi, bèn giả mạo làm hịch của Quang lộc đại phu Ôn Nghi gửi cho Tôn Kiên, kể tội Vương Duệ, sai Tôn Kiên giết Vương Duệ. Tôn Kiên nhận lệnh, sẵn có thù ghét Vương Duệ bèn mang quân đi đánh.
Vương Duệ biết Tôn Kiên dũng mãnh, bèn sai quân đi dò la hỏi xem vì sao lại mang quân đến. Tôn Kiên sắp mưu từ trước, sai quân sĩ trá xưng là đói rét nên đến xin quần áo. Vương Duệ tưởng thật, truyền quân mở kho và cho quân Tôn Kiên tiến vào.
Tôn Kiên bất thần tiến xộc tới lầu lăm lăm vũ khí. Vương Duệ giật mình hỏi lý do, Tôn Kiên tuyên bố theo lệnh của triều đình giết Vương Duệ. Quân của Duệ không kịp kháng cự, ông bắt giữ luôn Vương Duệ. Duệ vẫn không biết mình bị triều đình kết tội gì, vì Tôn Kiên tuyên bố chỉ làm theo lệnh, rồi bắt Vương Duệ nuốt vàng sống tự sát.
Tôn Kiên mang quân lên đường đánh Đổng Trác, tập hợp được vài vạn quân. Em Viên Thiệu là Hậu tướng quân Viên Thuật dâng biểu lên triều đình cử Tôn Kiên làm giả Trung lang tướng. Thời loạn lạc khi đó, việc dâng biểu của Viên Thuật lên triều đình Hán Hiến Đế chỉ là danh nghĩa, vì Hiến Đế đang ở trong tay Đổng Trác; dù Đổng Trác thừa nhận hay không thì mọi người mặc nhiên thừa nhận Tôn Kiên là giả Trung lang tướng. Ông gửi thư cho thái thú Nam Dương (cũng thuộc Kinh châu) là Trương Tú đề nghị cung ứng lương thảo. Trương Tú theo lời thủ hạ, coi thường Tôn Kiên chỉ là viên quận thú ngang với mình nên không đáp ứng.
Tôn Kiên sắp mưu đặt tiệc rượu mời Trương Tú đến dự. Trương Tú muốn giữ hòa khí bèn nhận lời. Uống rượu giữa chừng, Tôn Kiên sai thủ hạ kể tội Trương Tú không cấp lương làm chậm việc tiến quân, rồi hô quân bắt luôn Trương Tú ra chém.
Các quan lại ở Nam Dương thấy Trương Tú bị giết vô cùng sợ hãi, vì vậy Tôn Kiên đòi gì cũng phải cung ứng đủ.

#### Đẩy lui Hồ Chẩn
Tôn Kiên đến Lỗ Dương thì gặp Viên Thuật. Viên Thuật được Tôn Kiên bàn giao lại quận Nam Dương để tiếp tục tiến quân. Đổng Trác nghe tin Vương Duệ chết, bèn sai Lưu Biểu ra làm Thứ sử Kinh châu thay Vương Duệ. Lưu Biểu lên đường tới Kinh châu, nhưng vì trị sở Nam Dương đã bị Viên Thuật chiếm giữ, thế lực không đủ chống nên phải đến Tương Dương thuộc Nam quận đóng trị sở, lại phải ổn định tình hình nội chính trong châu nên chưa thể ra mặt chống lại Viên Thuật mà tự mình dâng biểu tiến cử Viên Thuật làm Thái thú Nam Dương thay Trương Tú.
Viên Thuật lại dâng biểu xin phong cho Tôn Kiên làm Phá lỗ tướng quân kiêm thứ sử Dự châu. Được khích lệ, ông chỉnh đốn binh mã chuẩn bị tiến đánh Lạc Dương.
Sau một thời gian củng cố lực lượng, cuối năm 190, Tôn Kiên xuất phát đánh Đổng Trác. Ông sai Trưởng sử Công Cừu Xứng đi đốc lương thảo. Trong lúc Tôn Kiên tập hợp chư tướng uống rượu tiễn Công Cừu Xứng thì Đổng Trác biết tin Tôn Kiên sắp ra quân bèn sai thái thú Đông quận là Hồ Chẩn mang quân đánh trước. Quân Hồ Chẩn đông đảo kéo đến trong lúc Tôn Kiên chưa kịp bày trận ứng phó.
Ông hạ lệnh cho thủ hạ đi thu thập quân sĩ trở về hàng ngũ, còn mình vẫn ngồi uống rượu như thường, khiến quân sĩ không hoảng hốt rối loạn. Khi quân sĩ trở về thành gần đông đủ, ông mới đứng dậy chỉ huy rút lui vào trong. Hồ Chẩn thấy quân sĩ Tôn Kiên nghiêm chỉnh nên không dám tấn công thành Lỗ Dương mà hạ lệnh rút lui.

### Chiến sự giằng co

#### Chiến thắng của Từ Vinh
Tháng 1 năm 191, Tôn Kiên với danh nghĩa là Thứ sử Dự châu, tập hợp binh mã các quận được 10 vạn quân kéo đến Lương Đông và tiến đánh Lạc Dương. Đổng Trác sai bộ tướng Từ Vinh ra chống cự.
Thái thú Dĩnh Xuyên dưới quyền Tôn Kiên là Lý Mân được lệnh ra đánh Từ Vinh. Từ Vinh đánh bại Lý Mân, bắt sống Lý Mân cùng nhiều quân lính. Ông sai quân nướng sống Lý Mân và dùng dầu sôi giết chết các tù binh dưới quyền Dĩnh Xuyên.
Từ Vinh thừa thắng, truy kích Tôn Kiên. Trên đường chạy bị quân Từ Vinh truy đuổi, Tôn Kiên cởi chiếc mũ đỏ trên đầu đưa cho bộ tướng Tổ Mậu đội để đánh lạc hướng địch. Quân Từ Vinh cứ theo mũ đỏ mà đuổi, trong lúc Tôn Kiên theo đường nhỏ khác chạy thoát thì Tổ Mậu cũng nghĩ ra kế tháo chiếc mũ đội lên cái cột cháy dở trước ngôi mộ, còn mình nhảy vào bụi rậm nấp. Quân Từ Vinh đuổi đến nơi chỉ thấy cái cột cháy bèn lui về.
Tam Quốc diễn nghĩa kể rằng người đánh bại Tôn Kiên trận này là Hoa Hùng, còn Tổ Mậu đội mũ đỏ dụ địch cứu Tôn Kiên cũng nấp trong bụi, thấy Hoa Hùng đi tới định nhảy ra đâm nhưng không được, bị Hoa Hùng giết chết.

#### Ý định lập triều đình mới của Viên Thiệu
Trong lúc chiến sự đang giằng co, Viên Thiệu định tìm lập một người tông thất khác làm hoàng đế để tổ chức triều đình riêng chống Đổng Trác, và muốn lập U châu mục là Lưu Ngu (người mới được Đổng Trác bổ nhiệm kiêm chức Đại tư mã) làm vua. Để tỏ ra tôn trọng Viên Thuật, Viên Thiệu sai người đến Nam Dương hỏi ý kiến Viên Thuật về việc đó, nhưng Thuật nhất định không tán thành.
Viên Thiệu kiên trì ý định lập vua mới. Tháng giêng năm 191, ông sai sứ đến U châu gặp Lưu Ngu đề nghị tôn làm vua. Lưu Ngu cho rằng điều đó là loạn nghịch nên từ chối đề nghị của Viên Thiệu, mắng sứ giả của họ Viên.
Ít lâu sau Viên Thiệu sai sứ đến U châu lần thứ 2 để thuyết phục Lưu Ngu, nhưng Lưu Ngu nhất quyết cự tuyệt rằng:
Nếu các ngươi còn bức bách ta nữa, ta sẽ trốn sang đất Hung Nô!
Sứ giả đành trở về nói với Viên Thiệu. Việc từ chối làm vua trong bối cảnh loạn lạc và quyền thần Đổng Trác nắm triều chính của Lưu Ngu bị các sử gia xem là sai lầm, không hiểu đại nghĩa. Sau khi ý định lập vua mới không thành, Viên Thiệu bế tắc trong việc ra quân chống Đổng Trác.

#### Đổng Trác thắng trận Hà Dương
Tháng 2 năm 191, Đổng Trác sai Chấp kim ngô Hồ Mẫu Ban, Tương tác đại tượng Ngô Tu và Việt kỵ hiệu úy Vương Hoàn đến huyện Hoài xin giảng hòa với Viên Thiệu. Ngoài ra ông còn sai Thiếu phủ Dương Tu và Đại hồng lô Hàn Dung tới điều đình với Viên Thuật. Viên Thiệu không nghe, sai Vương Khuông bắt cả ba người mang chém. Còn trong 2 người đến chỗ Viên Thuật, Dương Tu bị giết, chỉ có Hàn Dung nhờ đức độ và uy tín cao nên được thả.
Vương Khuông theo lệnh Viên Thiệu mang sai quân quận Thái Sơn đóng quân ở bến Hà Dương để mưu đánh Đổng Trác. Đổng Trác sai nghi binh như muốn vượt bến Bình Âm, lại ngầm sai quân tinh nhuệ từ bến Tiểu Bình vượt sang bờ bắc, vây đánh phía sau, đại phá quân của Vương Khuông ở phía bắc bến, giết chết gần hết.
Dù thắng trận đó nhưng Đổng Trác vẫn lo ngại về thế lớn của quân chư hầu. Ông định hạ lệnh tổng động viên toàn quốc để đánh dẹp chư hầu, nhưng Thượng thư Trịnh Thái khuyên rằng quân Tây Lương dũng mãnh, đủ mạnh để chống Viên Thiệu; nếu tổng động viên sợ thiên hạ oán thán sẽ bỏ trốn hoặc nổi lên chống lại. Đổng Trác nghe theo.

#### Tôn Kiên đánh bại Hồ Chẩn lần thứ hai
Tôn Kiên bại trận dưới tay Từ Vinh nhưng không nản chí. Ông thu nhặt tàn quân, đánh chiếm thành Thái Cốc và Dương Nhân ở phía nam Lạc Dương.
Thấy Tôn Kiên chiếm Dương Nhân, Đổng Trác lại sai Hồ Chẩn và con nuôi là Lã Bố mang 5000 quân đi đánh. Hồ Chẩn và Lã Bố bất hòa, Hồ Chẩn nóng tính và muốn nhanh chóng lập công, tuyên bố với quân sĩ phải lập tức quét sạch Tôn Kiên, khiến các tướng dưới quyền không đồng tình.
Khi quân Hồ Chẩn còn cách vài chục dặm, quân sĩ đi xa mệt mỏi chuẩn bị nghỉ ngơi thì Lã Bố muốn phá Hồ Chẩn không cho lập công, bèn bàn rằng quân Tôn Kiên lơi lỏng nên đánh ngay. Hồ Chẩn nghe theo, bèn dẫn quân đi trong đêm, nhưng đến nơi thì Tôn Kiên đang phòng thủ rất nghiêm ngặt, không thể đánh úp. Lúc đó quân Hồ Chẩn đói khát, trong đêm không kịp đào hào phòng ngự, đang định cởi giáp ngủ thì Lã Bố lại phao tin nhảm rằng Tôn Kiên sắp kéo ra đánh úp. Quân Hồ Chẩn không phân biệt được thật giả, chạy nháo nhác, bỏ cả mũ và giáp, người ngựa rất hỗn loạn.
Tôn Kiên được tin báo quân địch hỗn loạn bèn mang quân ra đuổi đánh khiến Hồ Chẩn đại bại, bộ tướng của Chẩn là Hoa Hùng bị chém chết.
Tam Quốc diễn nghĩa kể rằng Hoa Hùng đánh bại Tôn Kiên và giết nhiều tướng của các trấn chư hầu, mãi sau Quan Vũ ra trận mới giết được ở cửa Hổ Lao phía đông Lạc Dương. Trên thực tế anh em Lưu Bị, Quan Vũ và Trương Phi không đến hội minh với Viên Thiệu đánh Đổng Trác.

### Liên quân bắt đầu rạn nứt
Sau trận thắng ở Dương Nhân, khí thế Tôn Kiên rất cao. Ông chuẩn bị mang quân đánh Lạc Dương. Nhưng giữa lúc đó lại có người gièm pha với Viên Thuật rằng nếu để ông lập công lớn thì khó kiềm chế, vì vậy Viên Thuật ngừng cấp lương thảo cho ông.
Tôn Kiên bị thiếu lương rất lo lắng. Ông từ Dương Nhân phóng ngựa mấy trăm dặm đến Lỗ Dương gặp Viên Thuật trách móc Thuật không làm hết trách nhiệm. Viên Thuật xấu hổ phải phát lương cho ông.
Đổng Trác thấy thanh thế Tôn Kiên lớn mạnh rất lo lắng, lại sai tướng là Lý Thôi đến xin kết thân, sắp đặt con em của Tôn Kiên giữ chức Thứ sử, Quận thú, hứa sẽ dâng biểu xin dùng họ. Tôn Kiên thẳng thừng từ chối, rồi đem quân iến đến Đại Cốc cách Lạc Dương 90 dặm

### Đổng Trác rút về phía tây

#### Chu Tuấn ngả theo chư hầu
Đổng Trác thấy Tôn Kiên áp sát kinh thành, bèn đích thân ra trận, giao chiến với Tôn Kiên một trận nhưng bị đánh bại.
Đổng Trác sợ hãi, tính đường mang vua Hán bỏ kinh thành Lạc Dương chạy sang Trường An nên đặt ra những lời sấm truyền để triệu tập trăm quan bàn nên thiên đô. Tư đồ Dương Bưu trong số ít người phản đối mạnh mẽ ý định của Đổng Trác. Đổng Trác tức giận bèn mượn cớ có thiên tai xuất hiện làm điềm xấu, định cách chức Dương Bưu, nhưng chưa thực hiện thì vội vã mang vua Hiến Đế chạy.
Tháng 3 năm 191, Đổng Trác cưỡng bức hàng trăm vạn dân Lạc Dương bỏ kinh thành về Trường An. Trước khi đi, Đông Trác hạ lệnh đốt cháy cung thất ở Lạc Dương, đào bới hết lăng mộ, lấy vật báu. Ông chỉ để lại tướng Chu Tuấn ở lại trấn thủ chặn hậu. Nhưng khi ông vừa đi khỏi, Chu Tuấn bèn tuyên bố chống lại ông. Sợ bị Đổng Trác tập kích, Chu Tuấn mang quân về Kinh châu. Đổng Trác bèn bổ nhiệm Dương Ý người Hoằng Nông làm Hà Nam doãn trấn thủ Lạc Dương. Chu Tuấn bèn mang quân về tấn công Lạc Dương, Dương Ý bỏ chạy. Chu Tuấn thấy Lạc Dương bị tàn phá, bèn mang quân sang đóng ở huyện Trung Mâu, đồng thời truyền tin đến các châu quận phát động đánh Đổng Trác.
Thứ sử Từ châu là Đào Khiêm phái 3000 quân, các châu quận khác cũng phái vài trăm quân tới giúp Chu Tuấn. Đào Khiêm dâng biểu lên Hán Hiến Đế đề nghị phong Chu Tuấn làm Xa kỵ tướng quân. Đổng Trác được tin bèn sai bộ tướng là Lý Thôi, Quách Dĩ mang vài vạn quân ra đóng ở Hà Nội đánh Chu Tuấn. Chu Tuấn ra quân nhưng bị Lý Thôi đánh bại. Tuy nhiên Lý Thôi biết quân Chu Tuấn đông và mạnh hơn nên dừng lại không truy kích.

#### Nỗ lực truy kích của Tào Tháo
Trong lúc Tôn Kiên nỗ lực tác chiến ngoài mặt trận thì Viên Thiệu và các chư hầu khác án binh bất động, say sưa tiệc rượu không bàn việc quân.
Thấy Đổng Trác đốt kinh thành bỏ chạy, Tào Tháo kiến nghị Viên Thiệu ra quân truy kích nhưng Thiệu không dám ra quân. Tào Tháo làm ầm lên trong hội nghị chư hầu đòi đi đánh. Trương Mạo cũng đồng tình, trách cứ Viên Thiệu trước chư hầu. Viên Thiệu bất đắc dĩ cho Tào Tháo vài ngàn quân đi. Khi chưa tiến đến Thành Quần, vì ít quân nên ông bị Từ Vinh đánh bại, quân chết quá nửa.
Tào Tháo chạy về Toan Cức tìm các chư hầu. Ông kiến nghị chư hầu chia quân: Viên Thiệu thống suất đại quân đánh Thành Cao, bao vây Lạc Dương; còn Viên Thuật thì ngầm đánh từ Nam Dương đánh úp vào cửa Vũ Quan, chiếm lấy Trường An, cắt đứt đường tiến lui của Đổng Trác. Nhưng Viên Thiệu và các chư hầu bỏ ngoài tai lời kiến nghị của ông.
Tào Tháo tức giận bỏ đi, chiêu mộ được thêm 4000 quân mã đi đánh Lạc Dương. Tuy nhiên giữa đường quân mới mộ làm phản. Dù Tào Tháo ra sức trấn áp, tuốt gươm giết chết vài chục người nhưng số đông vẫn tản đi, chỉ còn lại 500 quân theo ông.

#### Tôn Kiên tiến vào Lạc Dương

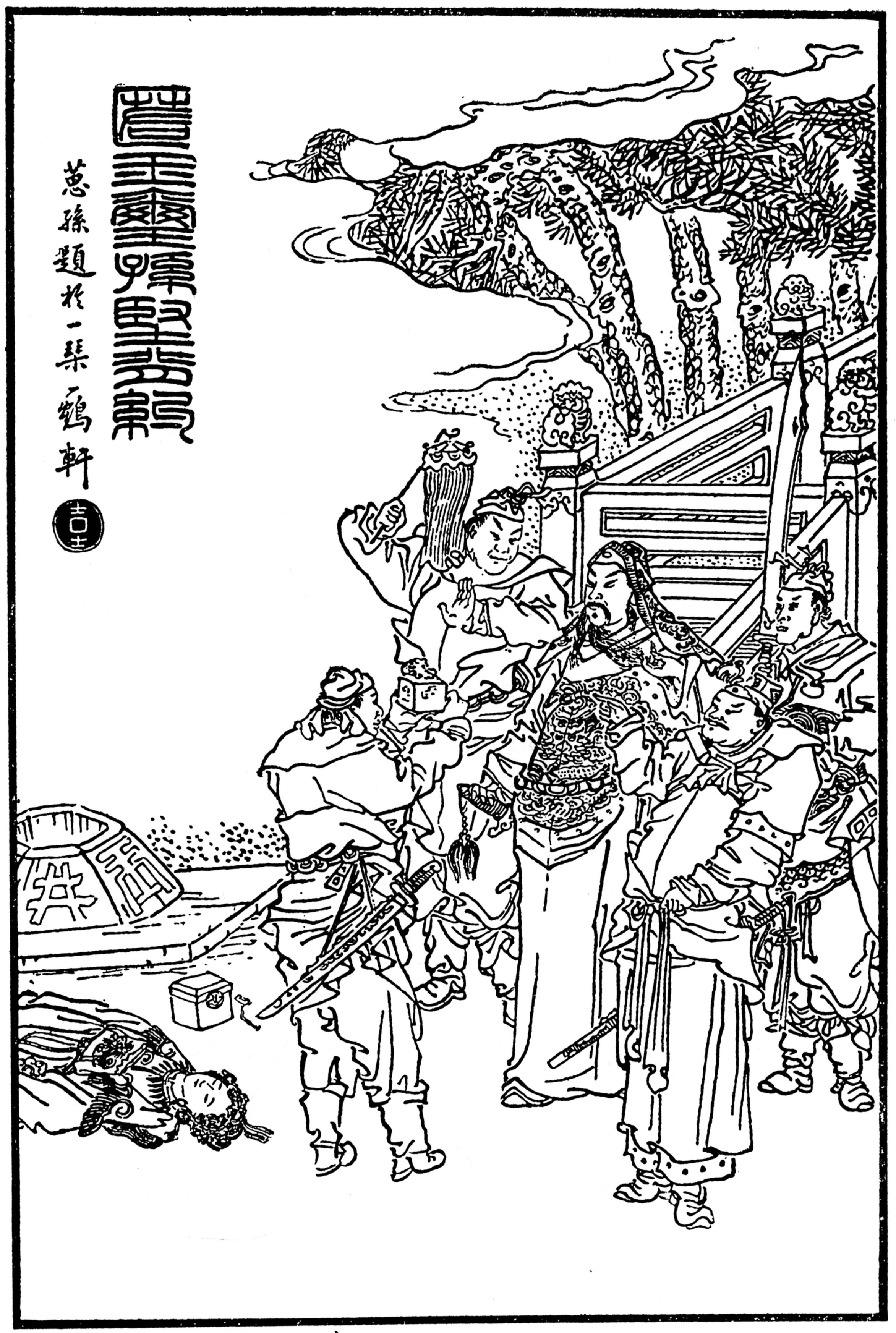
Tôn Kiên tìm thấy ngọc tỷ truyền quốc – tranh vẽ thời nhà Thanh

Kinh thành Lạc Dương bỏ trống. Tôn Kiên tiến vào cửa Nghi Dương, Lã Bố không chống nổi cũng bỏ chạy nốt.
Tôn Kiên tiếp quản Lạc Dương, nhưng trước khi đi Đổng Trác đã đốt phá kinh thành, vì vậy Lạc Dương chỉ còn là đống hoang tàn. Ông ra lệnh cho quân sĩ quét dọn tông miếu nhà Hán và cúng tế. Khi đóng quân ở Lạc Dương, Tôn Kiên tìm được ngọc tỷ truyền quốc của nhà Hán vốn thất lạc từ loạn hoạn quan năm 189.
Tôn Kiên chỉnh đốn binh mã tiếp tục tiến quân đánh Đổng Trác, sai một cánh quân vòng tới giữa Tân An và Thằng Trì để cắt đứt đường đi của Đổng Trác. Do Đổng Trác mang theo cả triều đình, nhiều người dân nên đi chậm. Thấy cánh quân Tôn Kiên chặn trước, Đổng Trác bèn sai tướng cùng họ là Đổng Việt giữ Thằng Trì, cử Đoàn Ổi giữ Hoa Âm để sẵn sàng cứu Đồng Quan; lại sai con rể là Ngưu Phụ giữ An Ấp làm thế ỷ dốc cho Đoàn Ổi. Sau khi phát binh xong, Đổng Trác tiếp tục lên đường về Trường An. Vì thế phòng ngự của Đổng Trác, Tôn Kiên không tiến lên được.

## Liên minh tan rã
Tào Tháo đành bỏ việc đánh Đổng Trác, trở về quê xây dựng lại lực lượng. Các chư hầu do Viên Thiệu đứng đầu cũng chia rẽ và tan rã; ai nấy trở về căn cứ hoặc mang quân chiếm đoạt đất đai của nhau. Đầu tiên là Lưu Đại mang quân tập kích giết chết Kiều Mạo, đoạt lấy quân đội.
Anh em Viên Thiệu và Viên Thuật mâu thuẫn từ khi trái ý nhau trong việc tôn lập Lưu Ngu làm vua. Khi Viên Thuật tiến cử Tôn Kiên làm thứ sử Dự châu đi đánh Đổng Trác thì Viên Thiệu lại cho người phe mình là Chu Ngang làm thứ sử Dự châu (chiếm chức vị của Tôn Kiên) và đánh vào căn cứ của họ Tôn ở Dương Thành. Ít lâu sau Viên Thiệu đoạt Ký châu của Hàn Phức.
Tôn Kiên đang muốn đánh Trường An, nghe tin chư hầu tan rã, rất thất vọng. Ông đành bỏ việc đánh Trường An, mang quân trở về đánh Chu Ngang. Ngang thua trận bỏ chạy.

## Hậu quả và ý nghĩa
Đổng Trác tuy không bị tiêu diệt, nhưng thế lực suy yếu, phải co về phía tây, tận dụng sự rối loạn ở phía đông để một mình tiếp tục thao túng triều đình Trường An, ép Hán Hiến Đế phong mình từ Tướng quốc lên làm Thái sư. Bản thân Đổng Trác tự liệu không thể ngay lập tức thay đổi thời cuộc, nên thực hiện kế hoạch phòng thủ lâu dài. Tại huyện My ở phía tây Trường An, ông cho xây một bảo đá rất lớn, chu vi 200 trượng, tường cao 7 trượng, dày 7 thước, chứa thóc đủ dùng trong 30 năm, cất giấu 2-3 vạn cân vàng, 8-9 vạn cân bạc, lụa là gấm vóc chất như núi.
Ban đầu, khẩu hiệu của Viên Thiệu và các đồng minh là đánh Đổng Trác giúp nhà Hán, nhưng khi Đổng Trác đã thua trận bỏ chạy thì chiến dịch chống Đổng Trác bị bỏ dở. Phần lớn chư hầu bắt đầu lộ dã tâm tranh hùng thiên hạ, mà việc "cứu nhà Hán" chỉ là cớ khởi binh. Từ đó chiến tranh giữa các chư hầu Sơn Đông diễn ra ác liệt kéo dài nhiều năm trên diện rộng với sự tham gia thêm của các chư hầu khác không tham gia cuộc chiến này. Bản thân Đổng Trác 1 năm sau cũng bị tiêu diệt, nhưng không bởi lực lượng chư hầu nào mà do những người chống đối ngay tại Trường An. Không lâu sau, triều đình Trường An và phần phía tây Tư Lệ Bộ trở lại dưới quyền kiểm soát của các bộ tướng của Đổng Trác là Lý Thôi, Quách Dĩ.
Cuộc chiến chống Đổng Trác không trừ được Đổng Trác mà chỉ làm yếu thế lực của ông, đồng thời lại mở ra một cuộc chiến mới với quy mô lớn hơn.

## Trong Tam Quốc diễn nghĩa
Trong tiểu thuyết Tam Quốc diễn nghĩa của La Quán Trung, chiến dịch chống Đổng Trác bắt đầu từ hồi 5 đến hồi 6. Nội dung có khá nhiều hư cấu:

### Nguyên nhân khởi phát
Tương tự như sử sách, nguyên nhân là sự lộng hành của Đổng Trác. Tuy nhiên, người phát động chiến dịch không phải là Kiều Mạo mà là Tào Tháo. Chủ mưu chống Đổng Trác ban đầu là tư đồ Vương Doãn. Vương Doãn bất bình với Đổng Trác, bí mật họp các quan trong triều bàn kế. Không ai nghĩ ra kế gì, chỉ có Tào Tháo khẳng khái xin làm thích khách. Vương Doãn trao cho đao quý cho Tào Tháo.
Nhưng Tào Tháo làm không khéo nên bị Đổng Trác nghi ngờ, phải giả dâng đao quý rồi bỏ chạy. Tào Tháo bị truy nã rồi bị Trần Cung ở Đông quận bắt được. Cảm kích nghĩa khí của Tào Tháo, Trần Cung bỏ cả chức vụ đi theo. Nhưng khi thấy Tào Tháo giết oan cả nhà Lã Bá Sa trên đường chạy trốn, Trần Cung bỏ đi. Tuy vậy, Tào Tháo vẫn tập hợp được lực lượng đáng kể ở quê nhà, phát hịch kêu gọi chư hầu đánh Đổng Trác.

### Lực lượng tham gia
La Quán Trung mô tả có tới 17 chư hầu tham gia hội minh. Ngoài 11 người trong sử sách nêu còn có Thái thú Tây Lương là Mã Đằng, Thái thú Bắc Bình là Công Tôn Toản (đi cùng là 3 anh em Lưu Bị, Quan Vũ, Trương Phi), Thứ sử Từ châu là Đào Khiêm, Thái thú Bắc Hải là Khổng Dung, Thái thú Thượng Đảng là Trương Dương.

### Diễn biến

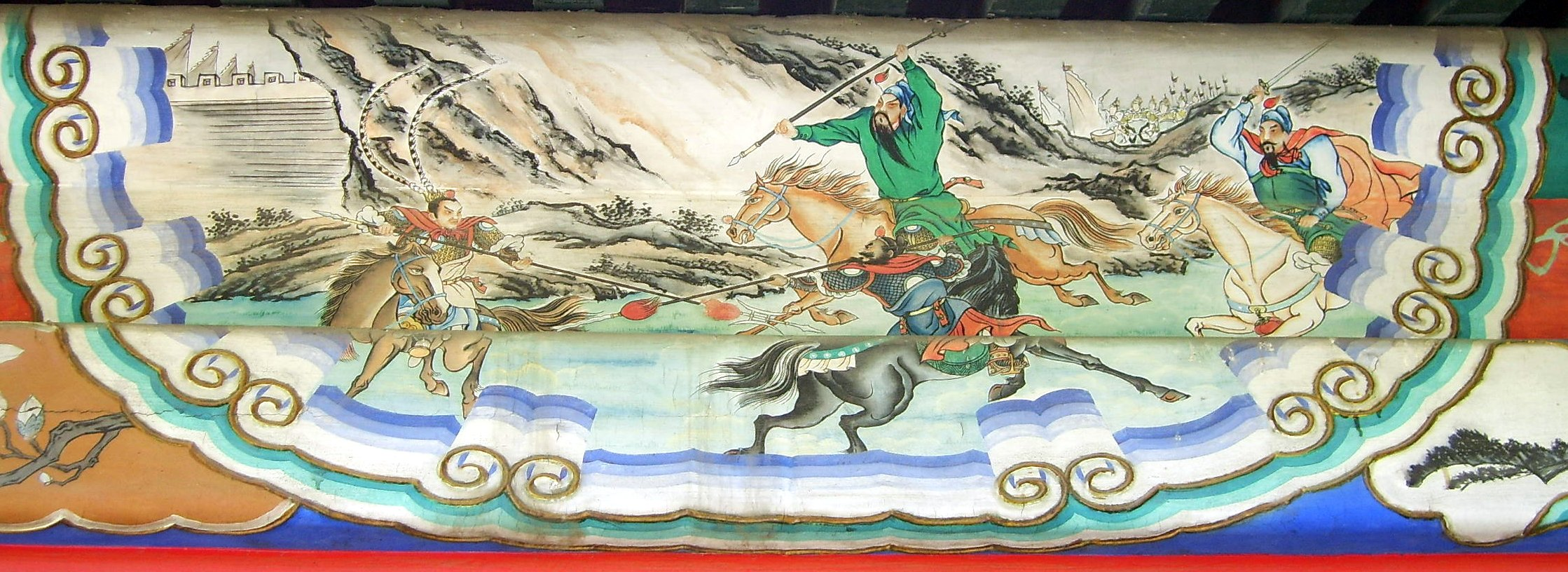
Tam anh chiến Lã Bố ở cửa Hổ Lao – trận chiến hư cấu trong Tam Quốc diễn nghĩa

La Quán Trung có rất nhiều hư cấu đối với diễn biến chiến dịch. Ngoài trận thua của Tôn Kiên trước bộ tướng của Đổng Trác (Từ Vinh, nhưng được La Quán Trung miêu tả là Hoa Hùng) và trận thua của Tào Tháo (cũng dưới tay Từ Vinh), những diễn biến khác phần nhiều là hư cấu.
Hoa Hùng, bộ tướng của Hồ Chẩn, được La Quán Trung đôn lên trở thành tướng cấp trên của Hồ Chẩn. Còn Hồ Chẩn thì bị mô tả chết ngay trong trận đầu ra quân. Hoa Hùng trở thành viên mãnh tướng chém được nhiều viên tướng của chư hầu khiến Viên Thiệu lo lắng. Đến lúc đó Quan Vũ sau lưng Công Tôn Toản xuất hiện và trổ tài giết Hoa Hùng trong nháy mắt khiến chư hầu kinh ngạc. Việc giết Hoa Hùng được La Quán Trung chuyển từ công của Tôn Kiên sang công của Quan Vũ.
Sau đó, vai trò của ba anh em Lưu Bị, Quan Vũ, Trương Phi còn được nhấn mạnh trong trận Hổ Lao. Ba người vây đánh viên tướng thiện chiến nhất của Đổng Trác là Lã Bố khiến Bố thua trận bỏ chạy.
Tôn Kiên dưới ngòi bút của La Quán Trung không phải là người nhiệt huyết tận tâm đánh Đổng Trác mà lại là người đầu tiên làm trái lời giao ước với chư hầu. Sau khi bắt được ngọc tỷ truyền quốc ở Lạc Dương, Tôn Kiên nghe theo lời thủ hạ, mưu trở về Giang Đông lập nghiệp lớn, bèn cáo bệnh rút quân. Viên Thiệu được ngầm báo, hậm hực ngăn trở nhưng không được. Đây là nguyên nhân gây xung đột giữa Tôn Kiên với Lưu Biểu – người nghe theo lời Viên Thiệu - đã chặn đường Tôn Kiên khi Kiên đi qua Kinh châu. Xung đột đó là nguyên nhân của trận Tương Dương không lâu sau đó.